# Senchas Fagbála Caisil
Le Senchas Fagbála Caisil (titre complet : Senchas Fagbála Caisil ocus Beandacht Ríg ; en français :  Histoire de la découverte de Cashel et de la bénédiction des rois) est un texte médiéval irlandais qui relate, suivant deux variantes, les origines légendaires du royaume de Cashel. 
La première variante (paragraphes 1-3) appartiendrait au VIIIe siècle, tandis que la seconde (paragraphes 4-8) serait du Xe siècle. 
Tout comme le conte Conall Corc et les Corcu Loígde, l'Histoire de la découverte de Cashel est une narration destinée à justifier le droit à régner des Eóganachta du cercle intérieur à l'exclusion des autres branches. 

## Document
L'unique manuscrit conservé se trouve au Trinity College de Dublin, sous la référence MS 1336. Il s'agit d'un texte écrit, pour sa composante la plus ancienne, en vieil irlandais, et, pour sa composante plus récente, en moyen irlandais. Le Lebor na Cert (Livre des droits) évoque la même histoire mais plus brièvement. 

## Résumé[4]
§§ 1-3. Duirdriu, porcher du roi des Éile, et Cuirirán, porcher du roi des Múscraige, faisaient paître leurs cochons dans les bois de Cashel lorsqu'ils s’endormirent et eurent une vision dans laquelle ils voyaient un ange bénissant le premier roi de Cashel, Conall Corc mac Lugaid, et la lignée des rois de Munster Eóganachta qui naîtrait de lui. Ayant rapporté cette vision à son roi, Conall mac Nenta Con, Duirdriu obtint la terre de Cashel qu'il vendit à Conall Corc. C'est la raison pour laquelle les Uí Duirdrenn (les descendants de Duirdriu) avaient droit à 7 cumal (le prix de 97 hectares de terres) de chaque nouveau roi de Cashel. Suivent une liste de rois depuis Conall Corc jusqu'à Dub Lachtna mac Máele Gualae (un roi de la seconde moitié du IXe siècle, mort en 895) et un exercice de rhétorique appelé Dicta Cuirirán Muiceda : Les dits de Cuirirán le Porcher.
§§ 4-8. Alors qu'une nuit les deux porchers étaient à Clais Duirdrenn, au nord de Cashel, ils eurent une vision prophétique dans laquelle ils étaient témoins de l'arrivée de Saint Patrick en Irlande. La nuit suivante, ils eurent une seconde vision dans laquelle ils participaient à une grande fête, où un ange annonça que la première personne qui allumerait un feu sur le rocher de Cashel obtiendrait la royauté sur le Munster. Cuirirán raconta cette vision à Conall Corc, fils du roi de Munster, qui se hâta d'allumer un feu à Dún Cuirc, à Cashel. Là, il organisa un festin somptueux, le premier qui fut célébré à Cashel. À la demande de Corc, les porchers allèrent inviter leurs rois à cette fête. Alors qu'il se trouvait à Fíad Duma, dans le Muiceda, Conall, rois des Éile, entendit l'histoire des lèvres de Druidriu [et non plus Duirdriu], qui lui fut confirmée par ses druides, à son grand déplaisir. La terre appartenait à son royaume et Conall marcha donc vers le sud en direction de Cashel. Cependant, en arrivant, Conall fut accueilli au festin et à sa demande Druidriu donna la bénédiction à Corc et le proclama roi de Munster, ce pour quoi Corc récompensa magnifiquement le porcher. À partir de cette époque, les Uí Druidrenn proclamèrent chaque nouveau roi de Cashel, ce pour quoi ils avaient droit à une récompense de 7 cumal. De plus, leur bénédiction protégeait les rois de Cashel contre toute mort violente à moins qu'ils ne négligent de soutenir la vérité et la justice (le fír flathemon des rois). Le texte continue en expliquant que tout ceci se passa soixante ans avant le baptême d'Óengus mac Nad Froích, roi de Munster, par Saint Patrick, d'après les calculs des savants, et qu'Óengus imposa le Tribut trisannuel du baptême par Patrick sur les hommes du Munster, tribut qui fut collecté jusqu’au règne du roi Cormac.